# Kazanci (Bośnia i Hercegowina)

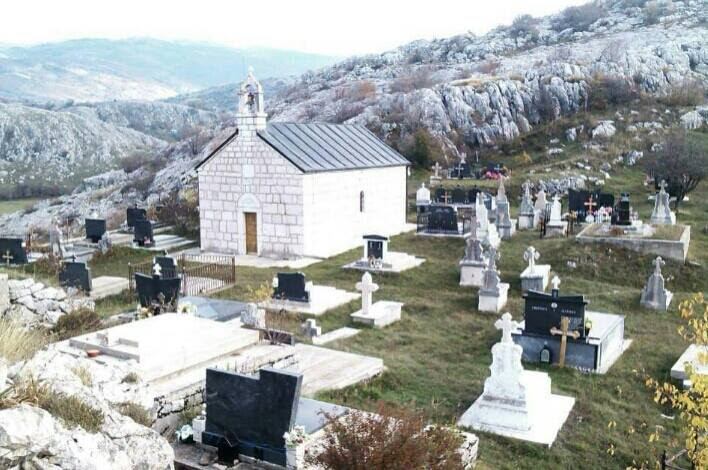
Cerkiew św. Michała Archanioła w Kazanci

Kazanci (cyr. Казанци) – wieś w Bośni i Hercegowinie, w Republice Serbskiej, w gminie Gacko. W 2013 roku liczyła 124 mieszkańców.